# Adriana Janic
Adriana Janic, född 19 juni 1996, är en svensk häcklöpare. Hon vann SM-guld på 60 meter häck inomhus år 2015. Hon tävlar för Malmö AI.
Janic kom på femte plats på 100 meter häck vid ungdoms-VM 2013.
Vid junior-EM i Eskilstuna 2015 kom hon in på en sjundeplats med 13,60 i medvind.

## Personliga rekord
| Utomhus - 100 meter – 12,18 (Göteborg 4 juli 2015) - 100 meter häck – 13,69 (Arkansas City, Kansas USA 6 maj 2017) - 100 meter häck – 13,57 (medvind) (Lawrence, Kansas USA 22 april 2017) - Höjdhopp – 1,68 (Göteborg 7 juli 2012 - Längdhopp – 5,79 (Arkansas City, Kansas USA 5 maj 2017) - Längdhopp – 5,90 (medvind) (Lawrence, Kansas USA 19 april 2018) | Inomhus - 60 meter - 7,64 (Göteborg 28 februari 2015 - 200 meter – 25,56 (Växjö 20 januari 2013 - 600 meter – 1:55,47 (Göteborg 10 mars 2012) - 800 meter – 2:28,84 (Lubbock, Texas USA 2 mars 2018 - 60 meter häck – 8,33 (Lubbock, Texas USA 3 mars 2018 - Höjdhopp – 1,76 (Pittsburgh, Pennsylvania USA 4 mars 2017 - Längdhopp – 5,56 (Highland, Kansas USA 16 februari 2018 - Längdhopp – 5,52 (Lubbock, Texas USA 2 mars 2018 - Kula – 9,18 (Lubbock, Texas USA 2 mars 2018 - Femkamp U18 – 3 751 (Lubbock, Texas USA 2 mars 2018 |

### Fotnoter
1. ↑  ”Stora inne-SM 2015, resultat”. archive.is. Arkiverad från originalet den 22 februari 2015. https://archive.is/20150222161525/http://livetiming.se/track/ism15/. Läst 29 mars 2015.
2. ↑  ”Stora inne-SM 2016, resultat”. livetiming.se. http://livetiming.se/track/ism16/. Läst 26 maj 2016.
3. 1 2 3 4 5 6 7 8 9 10 11 12 13 14 15 16  ”Personsida på IAAF:s webbplats” (på engelska). iaaf.org. https://www.iaaf.org/athletes/sweden/adriana-janic-283206. Läst 18 oktober 2018.
4. 1 2 3 4 5 6 7 8 9 10  ”Personsida på European Athletics' webbplats” (på engelska). european-athletics.org. http://www.european-athletics.org/athletes/group=j/athlete=137149-janic-adriana/index.html. Läst 18 oktober 2018.
5. ↑  ”European Athletics U20 Championships - Eskilstuna 2015” (på engelska). european-athletics.org. http://www.european-athletics.org/competitions/european-athletics-u20-championships/history/year=2015/results/index.html. Läst 30 oktober 2017.
6. ↑  Hedman, Jonas (18 juli 2015). ”Adriana sjua i häckfinalen”. friidrott.se. Arkiverad från originalet den 7 november 2017. https://web.archive.org/web/20171107005814/http://www.friidrott.se/nyheter.aspx?id=18376. Läst 30 oktober 2017.